# Salvanhac
Salvanhac (en francès Salvagnac) és un municipi francès situat al departament del Tarn i a la regió d'Occitània.

## Demografia
| 1962                                       | 1968  | 1975 | 1982 | 1990 | 1999 | 2007  |
| ------------------------------------------ | ----- | ---- | ---- | ---- | ---- | ----- |
| 983                                        | 1.016 | 863  | 817  | 826  | 927  | 1.027 |
| Des de 1962: població sense dobles comptes |       |      |      |      |      |       |

## Administració
| Període | Identitat        | Partit |
| ------- | ---------------- | ------ |
| 2001-   | Bernard Miramond |        |